# Izabella Bielińska
Izabella Bielińska (ur. 21 stycznia 1925 r. w Lublinie) – polska pisarka.

## Życiorys
Ukończyła Studium Filmowe przy Państwowym Instytucie Sztuki (Warszawa). Studiowała na Wydziale Prawa UW. Debiutowała na łamach prasy jako prozaik w 1951 r.

## Twórczość
- Małgorzata (powieść, 1960)
- Miłości nie będzie (opowiadania, 1963)
- Nie bijcie waszych ojców i inne opowiadania (1976)
- Smak lodów poziomkowych (powieść dla młodzieży, 1985) - napisana wspólnie z Ewą Otwinowską